# 隆基邁
38°26′S 71°14′W / 38.433°S 71.233°W

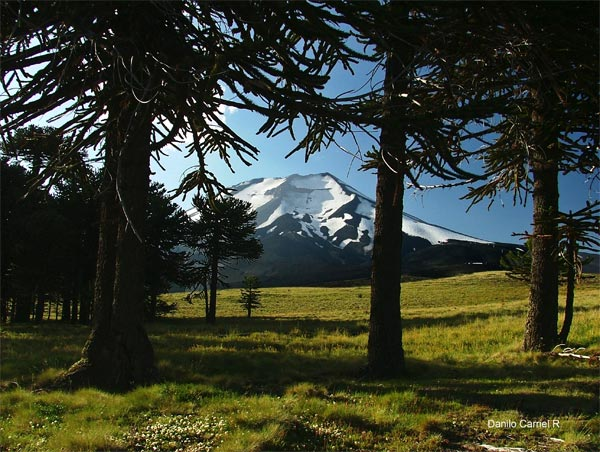

隆基邁（西班牙語：Lonquimay），是智利的城鎮，位於該國南部阿勞卡尼亞大區的馬雷科省，始建於1897年1月25日，面積3,914.2平方公里，海拔高度842米，2012年人口9,925人，人口密度每平方公里2.5人。